# كولن موغتون
كولن موغتون (بالإنجليزية: Colin Moughton)‏ هو لاعب كرة قدم بريطاني في مركز الدفاع، ولد في 30 ديسمبر 1947 في هارو ‏ في المملكة المتحدة. لعب مع كولتشستر يونايتد وكوينز بارك رينجرز ونادي تشيلتنهام تاون ونادي غلوستر سيتي.